# Varanasi (huyện)
Huyện Varanasi là một huyện thuộc bang Uttar Pradesh, Ấn Độ. Thủ phủ huyện Varanasi đóng ở Varanasi. Huyện Varanasi có diện tích 1578 ki lô mét vuông. Đến thời điểm năm 2001, huyện Varanasi có dân số 3147927 người.